# Nightswimming
Singles de R.E.M.
Everybody Hurts
(1993) Find the River
(1993)
Pistes de Automatic for the People
Man on the Moon Find the River
Nightswimming est une chanson du groupe de rock alternatif R.E.M., sortie en tant que cinquième single de leur huitième album studio Automatic for the People le 15 juillet 1993. Nightswimming est une ballade chantée par Michael Stipe qui est accompagné par le bassiste Mike Mills au piano, l'arrangement de cordes a été réalisé par l'ancien bassiste du groupe Led Zeppelin John Paul Jones. La fin de la chanson comporte également un morceau joué au hautbois par Deborah Workman. 

## Historique et enregistrement
Nightswimming a, à l'origine, été enregistrée en tant que démo pendant les sessions d'enregistrements de l'album de R.E.M. sorti en 1991 Out of Time. À l'époque, elle avait été intitulée Night Swim. Le bassiste Mike Mills se rappelle qu'il était en train de jouer un riff de piano au studio de John Keane dans la ville natale du groupe Athens en Géorgie. Alors que Mills allait abandonner cette mélodie, elle a capté l'attention du chanteur Michael Stipe. Mills déclare : « Je n'aurais jamais pensé que cela pouvait valoir grand-chose parce que c'était juste un truc circulaire qui n'arrêtait pas de tourner en rond encore et encore. Mais cela a inspiré Michael,. »
Bien que la chanson n'ait pas été incluse dans Out of Time, la démo enregistrée pendant ces sessions a été utilisée pour Automatic for the People, avec un arrangement de cordes que John Paul Jones a ajouté à la piste.  Mills a aussi dit qu'il avait enregistré la partie au piano aux studios Criteria à Miami, sur le même piano sur lequel Derek and the Dominos a enregistré Layla.

## Composition et paroles
Nightswimming n'est jouée que par Michael Stipe et Mike Mills : Michael Stipe chante et Mike Mills joue du piano. Le guitariste de R.E.M. Peter Buck a noté que son absence et celle du batteur Bill Berry de la chanson est récurrent sur la plupart des pistes de Automatic for the People, dans lequel l'un ou l'autre des membres du groupe n'apparaissent pas sur une chanson donnée. Mills joue un morceau de piano qu'il a qualifié de « circulaire » par nature.
Les membres du groupe ont des versions différentes sur la source d'inspiration à l'origine de la chanson. « C'est basé sur des faits réels » déclare Mike Mills, expliquant qu'au début des années 1980, R.E.M. et son cercle d'amis faisaient souvent des sorties à Athens la nuit et se baignaient nus. « On allait à des fêtes, on allait dans des boîtes et on allait au Ball Pump, et il y avait toujours un certain nombre de gens parmi ces 50 mêmes personnes, donc c'était un cercle d'amis très soudé,. » Peter Buck a une interprétation similaire. Cependant, Michael Stipe a démenti que ce soit le sujet de la chanson et dit que c'est plutôt « une sorte d'innocence à laquelle on s'est désespérément accroché ou que l'on a manifestement perdue. » Michael Stipe a dit qu'il y a des éléments autobiographiques présents dans la chanson mais insiste sur le fait que la plupart sont « créés ».

## Réception
Nightswimming est sorti le 15 juillet 1993 en tant que single et a atteint la 27e place au Royaume-Uni. Il a atteint la 71e position en Australie et la 48e en Nouvelle-Zélande. En Europe, le single s'est classé 18e dans les charts irlandais.

## Reprises
Une reprise de la chanson par Dashboard Confessional est présente sur le disc 2 de leur album A Mark, a Mission, a Brand, a Scar.
Une autre reprise a été réalisée par le groupe de pop britannique Gene qui est sortie en tant que face B du single Where Are They Now?.
La chanson a été jouée par Coldplay et Michael Stipe pendant l'émission Austin City Limits.  Pendant cette émission, Chris Martin a dit que Nightswimming était « la meilleure chanson jamais écrite. »

## Liste des pistes
Toutes les chansons sont écrites par Bill Berry, Peter Buck, Mike Mills et Michael Stipe.

### 7" Single
1. Nightswimming – 4:16
2. Losing My Religion (live)[17] – 4:55

### 12" and CD Maxi-Single
1. Nightswimming – 4:16
2. World Leader Pretend (live) – 5:16
3. Belong (live) – 4:40
4. Low (live) – 4:59

## Charts
| Chart (1998)         | Meilleure position |
| -------------------- | ------------------ |
| Charts australiens   | 71                 |
| Charts irlandais     | 18                 |
| Charts néo-zélandais | 48                 |
| Charts anglais       | 27                 |

## Source
- (en) Cet article est partiellement ou en totalité issu de l’article de Wikipédia en anglais intitulé « Nightswimming » (voir la liste des auteurs).